# 杜河畔比扬
杜河畔比扬（法語：Byans-sur-Doubs，法語發音：[bjɑ̃ syʁ du]）是法国杜省的一个市镇，属于贝桑松区。

## 地理
杜河畔比扬（47°6'55"N, 5°51'19"E）面积9.91 平方千米，位于法国勃艮第-弗朗什-孔泰大區杜省，该省份为法国东部内陆省份，北起上索恩省，西接汝拉省，东部及东南部与瑞士接壤，东北部与贝尔福地区省接壤。
与杜河畔比扬接壤的市镇（或旧市镇、城区）包括：阿邦代苏、奥塞勒-鲁泰勒、坎热、维拉尔圣乔治、隆巴尔。

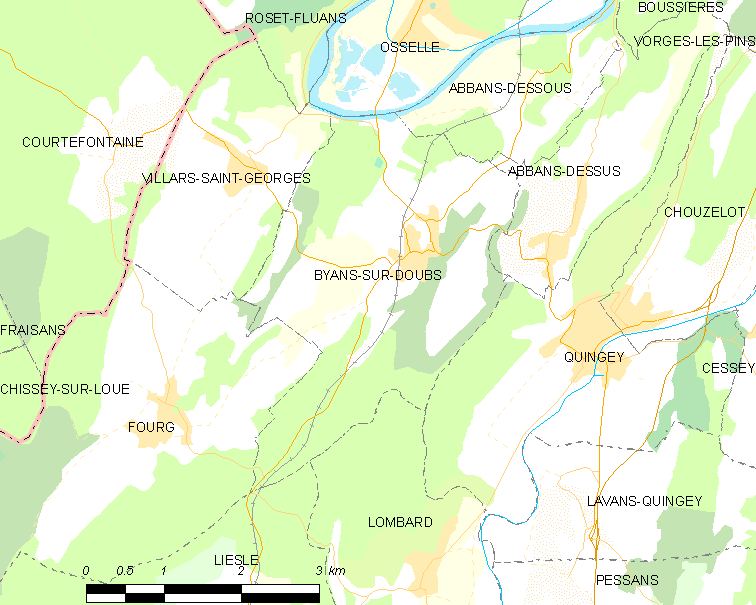
杜河畔比扬的OSM定位图

杜河畔比扬的时区为UTC+01:00、UTC+02:00（夏令时）。

## 行政
杜河畔比扬的邮政编码为25320，INSEE市镇编码为25105。

## 政治
杜河畔比扬所属的省级选区为圣维特县。

## 人口

1962-2008年间杜河畔比扬人口变化图示

杜河畔比扬于2022年1月1日时的人口数量为619人。